# Bills (LunchMoney Lewis)
Bills è un singolo del rapper statunitense LunchMoney Lewis, pubblicato nel 2015 ed estratto dall'EP omonimo.

## Il brano
Il brano è stato scritto da Eric Frederic (Wallpaper), Rickard Göransson (Carolina Liar), Jacob Kasher Hindlin e Gamal Lewis.

## Tracce
- Download digitale

1. Bills – 3:25

## Video
Il videoclip della canzone è stato diretto da Emil Nava.